# Staelia vestita
Staelia vestita är en måreväxtart som beskrevs av Karl Moritz Schumann. Staelia vestita ingår i släktet Staelia och familjen måreväxter. Inga underarter finns listade i Catalogue of Life.